# Unity (motor de videojoc)
|  | Per a altres significats, vegeu «Unity». |

Unity és un motor de videojoc multiplataforma creat per Unity Technologies. Unity està disponible com a plataforma de desenvolupament per a Microsoft Windows, OS X, Linux. La plataforma de desenvolupament té suport de compilació amb diferents tipus de plataformes (Vegeu la secció Plataformes objectiu).
A partir de la versió 5.4.0 ja no suporta el desenvolupament de contingut per a navegador a través del seu endollable web, i al seu lloc s'utilitza WebGL. Unity té dues versions: Unity Professional (pro) i Unity Personal.

## Unity Technologies
L'empresa Unity Technologies va ser fundada el 2004 per David Helgason (CEO), Nicholas Francis (CCO), i Joachim Davant (CTO) a Copenhaguen, Dinamarca després del seu primer joc, GooBall, que no va obtenir èxit. Els tres van reconèixer el valor del motor i les eines de desenvolupament i es va disposar a crear un motor que qualsevol pogués emprar a un preu accessible. Unity Technologies ha rebut finançament de Sequoia Capital, Capital WestSummit i Socis iGlobe.
L'èxit d'Unity ha arribat en part a causa de l'enfocament en les necessitats dels desenvolupadors independents que no poden crear ni el seu propi motor del joc ni les eines necessàries o bé adquirir llicències per utilitzar plenament les opcions que apareixen disponibles. L'enfocament de la companyia és "democratitzar el desenvolupament de jocs", i fer el desenvolupament de continguts interactius en 2D i 3D el més accessible possible a tantes persones d'arreu com sigui possible.

## Història
La primera versió d'Unity es va llançar a la Conferència Mundial de Desenvolupadors d'Apple el 2005. Va ser construït exclusivament per funcionar i generar projectes en els equips de la plataforma Mac i va obtenir l'èxit suficient com per continuar amb el desenvolupament del motor i eines. Unity 3 va ser llançat al setembre de 2010 i es va centrar en començar a introduir més eines de les que els estudis d'alta gamma tenen, en general, a la seva disposició, amb la finalitat de captar l'interès dels desenvolupadors més grans, mentre que proporciona eines per a equips independents i més petits per als quals normalment els seria difícil d'aconseguir en un paquet assequible. L'última versió d'Unity, Unity 5, llançada a principis de 2015, es va anunciar a Game Developers i inclou afegits com el sistema d'animació Mecanim, suport per a DirectX 11 i suport per a jocs en Linux i arranjament d'errors i textures. Desenvolupat per creadors de jocs per a major expectativa.

## Característiques principals
Unity es pot fer servir juntament amb Blender, 3ds Max, Maya, Softimage, Manera, ZBrush, Cinema 4D, Cheetah3D, Adobe Photoshop, Tova Fireworks i Allegorithmic Substance. Els canvis realitzats als objectes creats amb aquests productes s'actualitzen automàticament a totes les instàncies d'aquest objecte durant tot el projecte sense necessitat de tornar a importar manualment.
El motor gràfic utilitza OpenGL (a Windows, Mac i Linux), Direct3D (només a Windows), OpenGL ES (en Android i iOS), i interfícies propietàries (Wii). Té suport per a mapejat de relleu, mapejat de reflexos, mapejat per paralatje, oclusió ambiental en espai de pantalla, ombres dinàmiques utilitzant mapes d'ombres, sortida a textura i efectes de post-processament de pantalla completa.
S'utilitza el llenguatge ShaderLab per a la creació d'ombrejadors, de manera similar a Cg/CgFx i DirectX HLSL Effects (.Fx). Poden escriure's shaders en tres formes diferents: com a Surface shaders, com a Vèrtex i Fragment shaders, o com a shaders de funció fixa. Un shader pot incloure múltiples variants i una especificació declarativa de reserva, la qual cosa permet a Unity detectar la millor variant per la targeta de vídeo actual i, si no són compatibles, recórrer a un shader alternatiu que pot sacrificar característiques per a una major compatibilitat.
El suport integrat per Nvidia (abans Ageia), el motor de física PhysX, (a partir d'Unity 3.0) amb suport en temps real per a malles arbitràries i sense pell, "ray casts" gruixuts, i les capes de col·lisió.
El llenguatge dels guions es basa en Mono, la implementació de codi obert de .NET Framework. Els programadors també poden utilitzar UnityScript (un llenguatge personalitzat inspirat en la sintaxi de JavaScript estandarditzada com a ECMAScript), C# o Boo (que té una sintaxi inspirada en Python). A partir de la versió 3.0 afegeix una versió personalitzada de MonoDevelop per a la depuració de scripts.
Unity també inclou Unity Asset Server - una solució de control de versions per tots els actius de joc i programes guió, utilitzant PostgreSQL com a rerafons. També inclou un sistema d'àudio construït amb la biblioteca FMOD, amb capacitat per reproduir àudio comprimit Ogg Vorbis, reproducció de vídeo amb códec Theora, un motor de terreny i vegetació, amb arbres amb suport de billboarding, determinació de cara oculta amb Umbra, una funció d'il·luminació lightmapping i global amb Beast, xarxes multijugador RakNet i una funció de cerca de camins en malles de navegació.

### Mecanim
Mecanim és la tecnologia d'animació d'Unity, que ha estat en desenvolupament durant anys, primer per l'empresa del mateix nom, a continuació, per les oficines d'Unity al Canadà, després de la seva adquisició. La tecnologia està dissenyada per portar el moviment fluid i natural dels personatges amb una interfície eficient. Mecanim inclou eines per a la creació de màquines d'estats, arbres de mescla, manipulació dels coneixements nadius i reproposició automàtica d'animacions, des de l'editor d'Unity.
A més, una sèrie d'animacions redestinables estaran disponibles en el Unity Asset Store d'Unity després del llançament de l'eina. Molts d'aquests arxius d'animació de captura de moviment són proporcionats sense cost per Unity Technologies. Altres proveïdors del Asset Store també oferiran animacions per al seu ús amb Mecanim, ja sigui de franc o bé de pagament.

## Iniciatives de democratització
Per reforçar la seva democratització en el desenvolupament del joc, Unity Technologies inverteix en iniciatives que considera com a vies per ajudar a capacitar als desenvolupadors mitjançant l'ampliació de les seves capacitats i l'abast del client.

### Magatzem de materials
Al novembre de 2010 es va llançar el Unity Asset Store que és un recurs disponible en l'editor d'Unity. Més de 150.000 usuaris d'Unity poden accedir a la col·lecció de més de 4.400 paquets de materials del joc en una àmplia gamma de categories, incloent models 3D, textures i materials, sistemes de partícules, música i efectes de so, tutorials i projectes, paquets de scripts, extensions per a l'editor i serveis en línia.
La Store és la llar de moltes extensions, eines i paquets de materials, com el paquet NGUI: Next-Gen UI per Tasharen Entertainment, i l'extensió de guionatge visual uScript pels estudis de Detox. Tile Mapper Tidy, creador de jocs 2D/3D basat en tiles de Doppler Interactive i els paquets de programes d'entrada de FingerGestures.
inXile Entertainment ha estat vocal en l'ús de la Asset Store per a la producció de Wasteland 2.
Unity possibilita el comerç d'actius en-el-joc a desenvolupadors i jugadors mitjançant la plataforma DMarket.

## Videojocs fets amb Unity
- Dead Frontier (2008)
- Three Kingdoms Online (2008)
- Cartoon Network Universe: Fusion Fall (2009)
- Max & the Magic Marker (2010)
- Thomas Was Alone (2010)
- Battlestar Galactica Online (2011)
- Family Guy Online (2011)
- I Am Player (2011)
- Rochard (2011)
- Nihilumbra (2012)
- Dead Lab (2012)
- DOT - Space Hero (2013)
- No Heroes (2013)
- Shadowgun (2011)
- Triple Town (2011)
- Bad Piggies (2012)
- Dead Trigger (2012)
- Endless Space (2012)
- Escape Plan (2012)
- Guns of Icarus Online (2012)
- MechWarrior Tactics (2012)
- Prime World (2012)
- Slender: The Eight Pages (2012)
- Temple Run (2012)
- Tzompantli (2016)
- Among the Sleep (2013)
- Broken2 Online (2013)
- Game of Thrones: Seven Kingdoms (2013)
- Hearthstone: Heroes of Warcraft (2013)
- République (2013)
- Wasteland 2 (2013)
- Pillars of Eternity (2014)
- Rust (Alpha 2013, TBD)
- Castle Story (TBD)
- War for the Overworld (2013)
- Dreamfall Chapters: The Longest Journey (2014)
- Kerbal Space Program (TBD)
- Shadowrun Online (TBD)
- Racing Rivals (----)
- Deer Hunter 2014 (2013)
- Kartrider Dash (Facebook)
- Red Crucible 2 (Facebook)
- Torment: Tides of Numenera
- Unearthed: Trail of Ibn Battuta (TBD)
- Slender: The Arrival (2013)
- Into The Gloom (2014)
- The Forest (2014)
- Soccertron (TBD - 2015)
- Brick-Force (TBD - 2015)
- OPERATION 7 II RISE OF CONDOTA (TBD - 2015)
- Saw The Slime (2015)
- Dead Trigger 2 (----)
- Richi's Adventures (2015)
- Anima: Gate Of Memories (2016)
- Drift streets japan (2015)
- Ultimate Robot Fighhting (----)
- Arctic Cat game (----)
- Real Steel Game
- Firewatch (2016)
- Siberia 3 (2017)
- Forest Rush (TBD-2017)
- Crossy Road (---)
- Subnautica (Accés primerenc - 2017)
- My summer car (2016)
- Lost In The Dark (----)
- Cuphead (2017)
- Pokemon Go (2016)
- DoorWays (---)
- SlendyTubbies (2012)
- SlendyTubbies II (2014)
- SlendyTubbies 2D (2015)
- SlendyTubbies III (2017)
- Hollow Knight (2017)
- Resident Evil Umbrella Corps (2016)
- Inside (2016)
- Free Fire (2017)
- Baldi’s Basics in Education and Learning (2018)
- Mulaka (2018)

### Altres
- Revizto (2013)
- The world of giants (2018)